# Liste der Mozilla-Produkte
Innerhalb des Mozilla-Projekts werden verschiedene Anwendungen entwickelt. Bislang werden oder wurden u. a die hier aufgelisteten Programme vom Mozilla-Projekt entwickelt.
Vielen dieser Anwendungen liegt die ebenfalls vom Projekt entwickelte Rendering-Engine Gecko zugrunde.

## Internet-Software-Pakete
für WWW, E-Mail, HTML, IRC
- Mozilla Application Suite – ein Gesamtpaket, hervorgegangen aus dem Netscape Communicator (auch Mozilla Suite oder einfach Mozilla, jetzt faktisch in SeaMonkey umbenannt)
- SeaMonkey – Nachfolger der Mozilla Application Suite (Versionsnummerierung begann neu (der Quellcode wurde übernommen), daher hier als neues Produkt aufgeschlüsselt)

## Webbrowser
- Mozilla Firefox – das Hauptprodukt der Mozilla Foundation (früher Firebird, Phoenix und m/b)
- Mozilla Camino – Browser für macOS. (früher Chimera). Die Entwicklung wurde im Mai 2013 eingestellt.
- Mozilla Minimo – auch Mini Mozilla genannt – ist ein Browser für kleinere Geräte. Die Entwicklung wurde eingestellt.
- Mozilla Firefox Mobile – ebenfalls ein Browser für kleine Geräte, wie etwa PDAs, Smartphones oder MIDs.
- Mozilla Firefox Klar – ein mobiler Browser mit Fokus auf Privatsphäre.

## E-Mail-Programme
- Mozilla Thunderbird Desktop (früher Minotaur)
- Mozilla Thunderbird Mobile (hervorgegangen aus K-9 Mail)

## Kalender-Software
- Mozilla Calendar – war als Bestandteil der Mozilla Application Suite geplant, heute übergeordnetes Projekt für Sunbird und Lightning
- Mozilla Sunbird – eigenständige Kalendersoftware (standalone Ausgabe des Kalenders)
- Lightning – Kalendersoftware-Plug-in für Thunderbird

## Chat-Software
- ChatZilla – ein IRC-Client

## Entwicklungswerkzeuge
- Bugzilla – online Bugtracker-Software
- Bonsai – Werkzeug zur Quellcodeverwaltung in einem CVS-System
- Tinderbox – ein Entwicklungswerkzeug für automatische Test-Builds
- Rust – eine Programmiersprache

## Betriebssysteme
- Firefox OS – Betriebssystem für Smartphones und Tabletcomputer. Die Entwicklung wurde im Mai 2017 vollständig beendet.

## Weitere Software
- Songbird – ein Mediaplayer
- Mozbot – ein IRC-Chatbot
- Grendel – ein E-Mail-Programm für die Java-Plattform, veraltet
- SpiderMonkey – die JavaScript-Engine, enthalten in den meisten Gecko-basierten Anwendungen
- DOM Inspector – Webentwicklungswerkzeug zum Anzeigen, Analysieren und Verändern des DOM von HTML- und XML-Dokumenten
- Venkman – JavaScript-Debugging-Werkzeug
- Rhino – JavaScript-Implementierung für die Java-Plattform
- Mstone – Testwerkzeug für verschiedene Netzwerkprotokolle bspw. SMTP oder POP3
- Mozilla Directory (LDAP) SDK Project
- Client Customization Kit (CCK) – Werkzeug zum Anpassen der Installationspakete von Firefox, Thunderbird und einigen anderen Mozilla-Anwendungen
- Personal Security Manager (PSM) – eine Sammlung von Programmbibliotheken für kryptographische Anwendungen
- XPToolkit – ein SDK (Bausatz) zum Entwickeln von plattformübergreifenden Anwendungen
- Network Security Services (NSS) – eine Sammlung von Programmbibliotheken mit Netzwerksicherheitsfunktionen zum Entwickeln von plattformübergreifenden Client-Server-Anwendungen
- Network Security Services for Java (JSS) – Java-Schnittstelle zu NSS
- Open Badges – System digitaler Lernabzeichen
- Prism – eine freie Softwareumgebung um Webanwendungen in eine Desktopumgebung zu integrieren
- Mozilla Persona – ein Authentifizierungssystem für Websites
- Common Voice – eine freie Datenbank für Spracherkennungs-Software, zu der jeder beitragen kann
- Mozilla VPN – Open-Source-Virtual-Private-Network-Dienst
- Firefox Lockwise – Passwortmanager-Online-Dienst
- Firefox Monitor – Datenpannenwarn-Online-Dienst

## Standards
- XML User Interface Language (XUL) – eine XML-basierte Beschreibungssprache für grafische Benutzeroberflächen (GUI)
- XML Binding Language (XBL) – eine XML-basierte Auszeichnungssprache, XBL-Standard 1.0[1]
- XPCOM – ein plattformunabhängiges Komponentenmodell, ähnlich wie CORBA oder COM
- XPInstall (XPI) – ein Dateiformat für Installationsdateien
- Netscape Portable Runtime (NSPR) – Eine Programmbibliothek zur plattformübergreifenden Abstraktion betriebssystemnaher Funktionen